# Plaque tectonique
Pour les articles homonymes, voir Plaque.
| Plaque pacifique Plaque eurasiatique Plaque africaine Plaque antarctique Plaque nord-américaine Plaque australienne Plaque sud-américaine | Plaque de Nazca Plaque indienne Plaque philippine Plaque arabique Plaque de Cocos Plaque caraïbe Plaque Juan de Fuca |

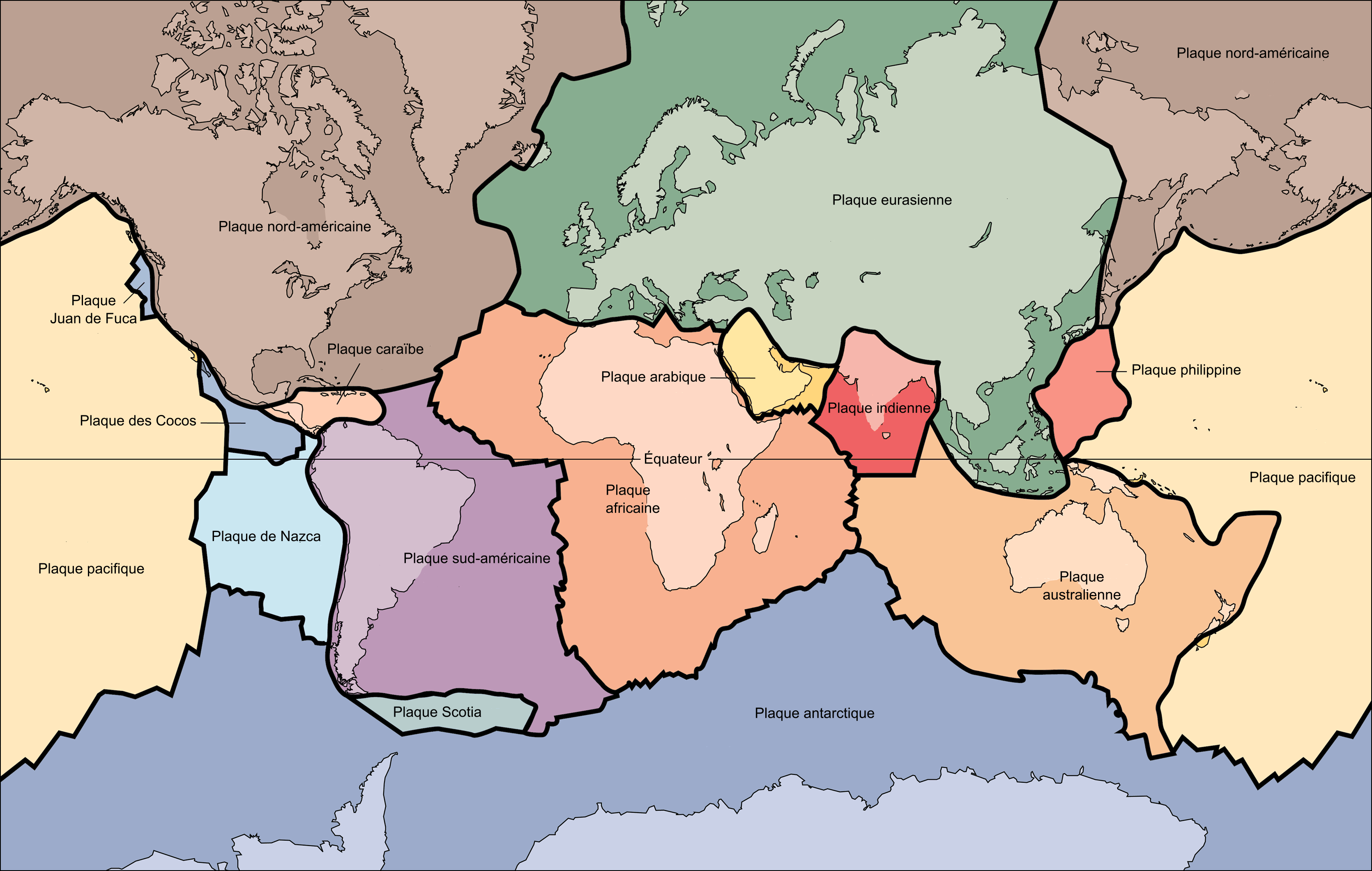
Carte des principales plaques tectoniques
(les surfaces sont déformées par la projection de Mercator)
Plaques majeures :
Plaque mineure :
Plaque Scotia

Une plaque tectonique ou plaque lithosphérique est un fragment de la lithosphère qui résulte de son découpage à la manière d'un puzzle par un système de failles, de dorsales, de rifts et de fosses de subduction. Les plaques lithosphériques se déplacent de quelques centimètres par an dans des directions différentes, ce qui entraîne la formation de zones de divergence, de subduction, de collision et de coulissage.

## Étymologie

Carte détaillée de toutes les plaques, majeures et mineures.

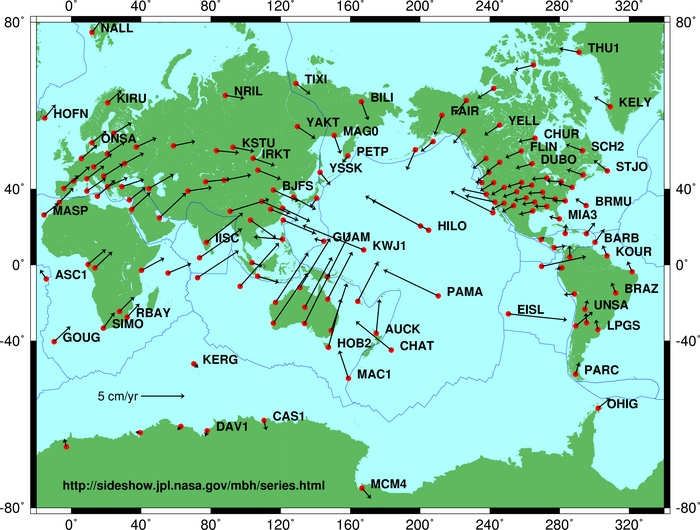
Vitesse et direction de différents points des plaques lithosphériques

L'adjectif « tectonique » vient du grec τέκτων / tektōn qui signifie « constructeur » ou « maçon », terme que l'on retrouve dans architecture (ἀρχιτέκτων / arkhitektôn désignant le « maitre-charpentier »).
Le qualificatif de plaque fait référence au modèle fondateur de Xavier Le Pichon, qui explique, par un modèle mécanique à seulement deux dimensions (à la surface d'une sphère), l'évolution temporelle de la surface de la Terre, comme un ensemble de plaques rigides se déplaçant les unes par rapport aux autres sans se déformer, sinon aux bords de ces plaques. Avec l'usage, le terme de plaque a pris dans ce contexte, le sens de domaine lithosphérique intègre (en un seul morceau) se comportant dans son évolution de manière relativement rigide, relativement c'est-à-dire avec des vitesses de déformation interne d'au moins un ordre de grandeur inférieur à celle de déplacement entre les plaques (donc typiquement inférieures au centimètre par an)[réf. nécessaire].

## Histoire
En 1965, le géophysicien canadien John Tuzo Wilson développe le concept de faille transformante, ce qui lui permet de découper la surface de la Terre en une mosaïque de plaques. Deux ans plus tard, le géophysicien américain William Jason Morgan publie le modèle de cinématique quantitative mettant en jeu douze plaques. Trois mois plus tard, le géodynamicien français Xavier Le Pichon propose un modèle avec six plaques majeures (plaque africaine, indo-australienne, antarctique, sud-américaine, eurasiatique et nord-américaine). À ces modèles, se sont depuis agrégées des plaques de plus petite taille (arabique, caraïbe), ou des microplaques (Nazca, île de Pâques, etc.), les chercheurs ayant même identifié des plaques disparues (Farallon, Ibérie).

## Description
Lorsque la Terre s'est formée il y a environ 4,54 milliards d'années, sa surface était majoritairement constituée de roches partiellement et totalement fondues avant de se solidifier rapidement. En effet, à peine 100 millions d’années après sa formation, il y a déjà de l’eau liquide en surface. Ainsi à l'Hadéen se crée une lithosphère probablement d’un seul tenant. Vers 4 milliards d’années s'initie son découpage en plaques tectoniques.
Le découpage en plaques n'affectant que la lithosphère, elles sont épaisses d'environ cent kilomètres pour les parties continentales, avec néanmoins une forte variabilité latérale de cette épaisseur, selon l'histoire géodynamique de la région (tel le continent caché de Zealandia résultant d'un amincissement de la croûte continentale qui fait de 10 à 30 km d'épaisseur et atteint 40 km au niveau de la région de Southland). La plus grande en surface est la plaque pacifique. C'est également celle qui se déplace le plus rapidement (environ huit centimètres par an) par rapport au référentiel des points chauds.
Les plaques tectoniques sont composées de deux types de lithosphères :
- la lithosphère océanique composée d'une couche sédimentaire, absente si la plaque est jeune, de croûte océanique et d'une partie du manteau supérieur ;
- la lithosphère continentale composée de croûte continentale, d'une partie du manteau supérieur et d'une plateforme continentale immergée.

Les plaques uniquement composées d'un seul type de lithosphère sont rares (plaque de Nazca, plaque philippine). Dans la plupart des cas, les plaques sont mixtes (plaque sud-américaine, plaque eurasiatique, etc.).
On peut également différencier deux types de plaques suivant leur extension latérale :
- les plaques majeures au nombre de quatorze (plaque australienne, plaque eurasiatique, plaque nord-américaine, etc.) ;
- les plaques mineures ou microplaques au nombre d'une quarantaine (plaque des Mariannes, plaque Scotia, plaque de la mer des Moluques, etc.).

Leur nombre total ne fait pas consensus, d'autant plus que les zones de fractures qui fragmentent des plaques majeures sont à l'origine de nouvelles microplaques.

## Contacts

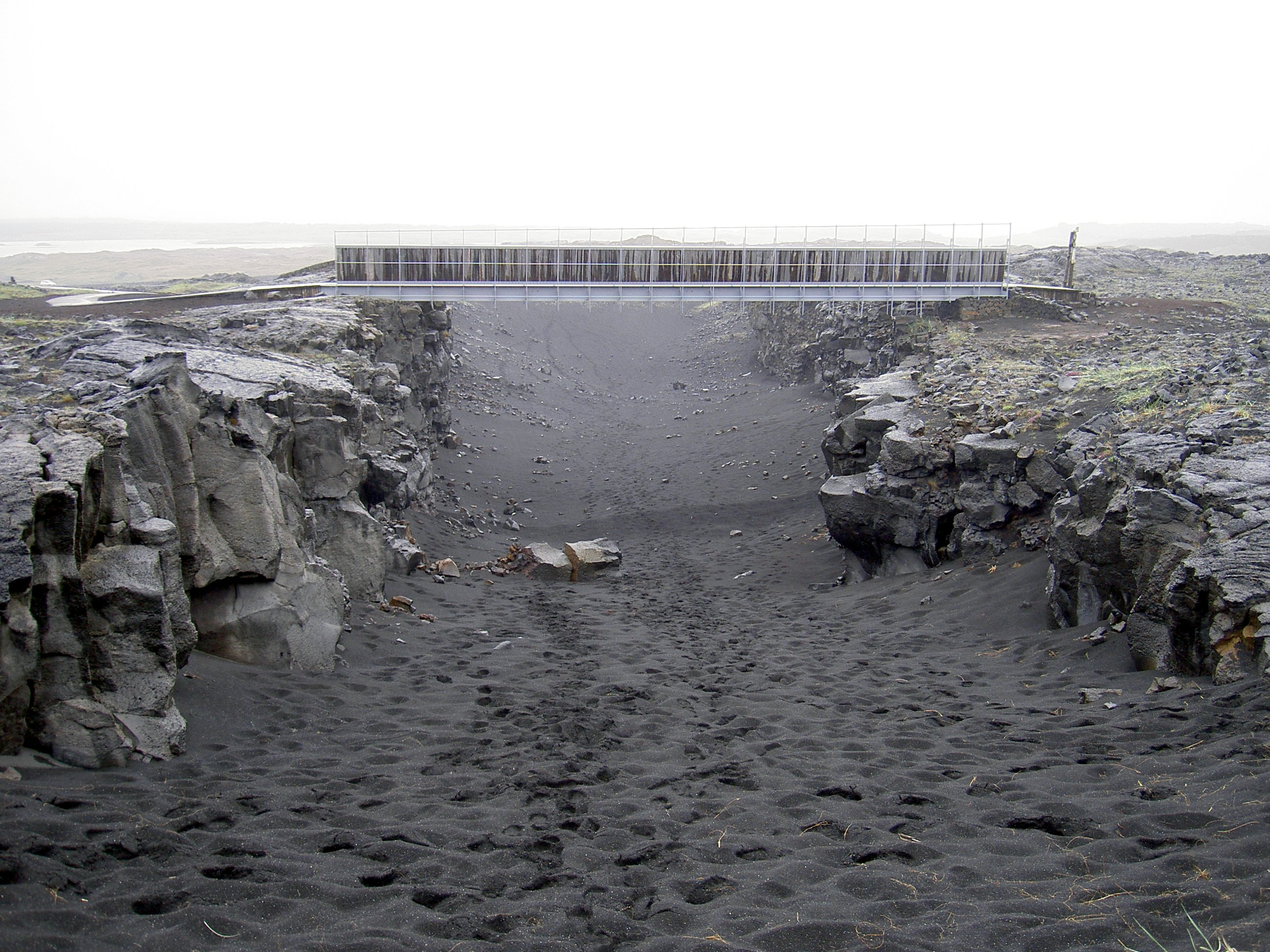
Vue de l'Álfagjá franchie par le pont entre les continents, site touristique islandais qui matérialise la frontière entre la plaque eurasiatique et la plaque nord-américaine.

La limite entre deux plaques peut être très claire comme dans le cas des dorsales ou des fosses de subduction mais elle peut être également très floue lorsque la limite correspond à une zone de déformation plus ou moins étendue de la lithosphère comme c'est le cas entre la plaque eurasiatique et la plaque africaine au niveau de l'océan Atlantique ou du bassin occidental méditerranéen.
Il existe également des plaques soumises à un processus d'orogenèse, c'est-à-dire que leur surface et leurs frontières sont en évolution : disparition, soudure à une autre plaque, etc. Il s'agit de la plaque adriatique, la plaque Explorer et la plaque Gorda.
D'autres phénomènes, comme les points chauds, impliquent les plaques tectoniques. Les points chauds expliquent l'existence de volcans en dehors des zones de contact entre plaques.

## Reconstitution des plaques tectoniques
Un domaine de recherche s'applique de faire la reconstitution (ou reconstruction) des plaques tectoniques selon leurs positions antérieures les unes par rapport aux autres ou par rapport à des référentiels, tels que le champ magnétique terrestre ou des groupes de points chauds, pour déterminer les contours et la composition des anciens supercontinents et servir de base aux reconstructions paléogéographiques.